# رومینا گاتانی
رومینا گاتانی (انگلیسی: Romina Gaetani؛ زادهٔ ۱۵ آوریل ۱۹۷۷) بازیگر اهل آرژانتین است. وی از سال ۱۹۹۸ میلادی تاکنون مشغول فعالیت بوده است. رومینا گاتانی در ۱۵ آوریل ۱۹۷۷ در بوینس آیرس آرژانتین به دنیا آمد. مادرش ماریا فلامینی و پدرش کارلوس هوگو گاتانی تهیه‌کننده بود که در سال ۲۰۱۴ درگذشت. او همچنین یک برادر به نام لئوناردو دارد که معمار است. رومینا از همان دوران کودکی علاقه خود را به بازیگری نشان داد، بنابراین در مدت چهار سال در مؤسسه تئاتر آندامیو ۹۰ در حرفه بازیگری ثبت نام کرد.